# Lac de Conche
Lac de Conche là một hồ ở bang Valais, Thụy Sĩ. Nó nằm ở khu đô thị Collombey-Muraz, ở độ cao 1687 mét, gần biên giới Pháp.

## Hội trại của Nữ Hướng đạo Thế giới
Tại Hội nghị Thế giới lần thứ 15 của WAGGGS họ đã quyết định đánh dấu một trăm năm ngày sinh của Lord Baden-Powell, người sáng lập Guiding, bằng cách tổ chức một hội trại thế giới tại bốn địa điểm - Hồ Doe, Ontario, Canada; Thành phố Quezon, Philippines; Lac de Conche và Công viên lớn Windsor, Anh, từ ngày 19 tháng 1 đến ngày 2 tháng 2 năm 1957.